# Ральф Віггам
Ральф Віггам (англ. Ralph Wiggum) — один з вигаданих персонажів мультсеріалу Сімпсони. Ральф однокласник Лізи Сімпсон. Він часто справляє враження розумово відсталого, але невинного та доброзичливого хлопця. Персонаж Ральфа доволі складний — він часто страждає від власної тупості, але іноді здатний до серйозних і розумних вчинків. За власним визнанням автора серіалу, Мета Ґрейнінґа — Ральф його улюблений персонаж.

## Основні дані
Ральф народився у сім'ї Кленсі та Сари Віггамів, у Спрінгфілді та ходить у другий клас Спрингфілдської школи разом з Лізою Сімпсон. Поведінка Ральфа доволі дивна, можливо пов'язана з тим, що батько випадково впустив Ральфа, коли той був ще немовлям. На перший погляд, він справляє враження розумово відсталої дитини: він не зовсім розуміє, що відбувається навколо нього; їсть пластилін, клей, олівці, ґудзики, черв'яків та інші предмети, які знаходяться навколо нього. Ральф має цілий арсенал недолугих, але дуже смішних вчинків і жартів, більшість з яких він робить не для аудиторії, а просто з власної тупості. Ральф також був певний час другом Барта, якого мама примусила товаришувати з Ральфом. Невинність Ральфа примушує інших робити непритаманні їм вчинки — так Ліза злилася, коли Ральф зізнався їй у коханні, а пізніше була вимушена вибачитися; це ж саме робив і Барт, який спочатку використовував Ральфа аби заволодіти ключем шефа поліції Віґґама, а потім муки докори примусили його повернути ключ та вибачитись. Цікаво, що у майбутньому Барт не цуратиметься Ральфа і навіть буде мешкати з ним в одній квартирі. 
У серіалі Ральф іноді виступає у доволі незвичних ролях. Так під час президентських виборів несподівано для всіх Ральфа висунули кандидатом на посаду президента США. У запалі політичної боротьби ніхто не помітив його незграбність та тупість і кандидатура Ральфа на виборах стала пародією на політичне життя у США. У декількох інших епізодах Ральф єдиний, хто говорить очевидну правду, мабуть, тому що нездатний приховати її. Таким чином іноді дуже вдалі та розумні зауваження Ральфа привертають увагу на очевидні та кумедні речі, які решта персонажів ігнорують.
Також в одному епізоді були натяки на те, що у Ральфа шизофренія, адже йому інколи являвся гном який наказував йому підпалити власний дім.

## Ральф у школі
У школі та вдома Ральф дуже часто безпорадний — він об'єкт постійних насмішок у Спрінгфілдській початковій школі. У школі Ральф вчиться досить погано, він ніколи не розуміє що відбувається навколо нього і постійно їсть все, що йому дає вчителька. У Ральфа досить оригінальний тип мислення з використанням усіх 5 відчуттів, які він регулярно використовує. У деяких серіях Ральф не здатен аналізувати будь-яку складну ситуацію і майже нічого не знає про рослини чи тварин. Маючи обмеження знання про навколишнє середовище він не боїться стояти поруч з тигром і їсти отруйні ягоди, від чого він часто страждає. Проте організм Ральфа вже призвичаївся до дивного харчування і перетравлює абсолютно усе — від паперу до пластиліну. Разом з очевидними розумовими вадами Ральф іноді здатний на доволі розумні, логічні вчинки. Так у шкільній п'єсі він грав роль Джорджа Вашингтона і його чудові акторські здібності довели аудиторію до сліз і вразили навіть шкільних хуліганів. У школі танців він танцював краще від Лізи, у яку він часом закоханий.

## Список дурниць Ральфа
Ральф відомий надзвичайною кількістю відчайдушних дурниць, які він скоював у школі та повсякденному житті:
- з'їв хробака
- вітався з грішми
- намагався з'їсти навушники у коміксі 056 «Бойз-бенд Гомера»
- казав, що від співу козюльки у носі ворушаться
- зламав палець, колупаючись у носі
- мало не виколов собі око ножицями
- дружив з пальцем
- грався з термітами
- з'їв сторінку з книги у коміксі 083 «Слава ...котові»
- хотів відрізати собі палець, яким не попав у ніс
- зробив сендвіч з крейдою та голками, який з'їв Кленсі Віггам
- спокійно віддавав усім свої гроші
- поїв свою акваріумну рибку джин-тоніком
- радів, що у нього є глисти
- отримавши картку про погане навчання, спитав: «Я переміг?»
- на кастингу на роль Відхода до фільму «Радіоактивний чоловік», спитав «Що завтра на обід?»
- коли побачив, як Мардж плаче сказав: «Твоїм очам потрібен підгузок»
- знайшовши на асфальті пожовану жувачку, з'їв її
- приклеїв себе до парти
- коли побачив голого Барта, сказав, що полюбив чоловіків
- на конкурсі «Збудуй власну АЕС», приніс ляльковий будинок
- казав: «Я їм лего», коли його батько брав автограф у Гомера
- коли Меґґі захворіла на вітрянку, казав, що одного разу стояв проти вітру і йому було важко пісяти
- зробивши сендвіч, у який замість начинки поклав свою руку, і вкусивши його, сказав: «На смак — бо-бо»